# Пробація в Україні
Проба́ція — це система наглядових та соціально-виховних заходів, що застосовуються за рішенням суду та відповідно до закону до засуджених, виконання певних видів кримінальних покарань, не пов'язаних з позбавленням волі, та забезпечення суду інформацією, що характеризує обвинуваченого.

## Види пробації
Національна пробація складається з трьох видів пробації, що обумовлені особливостями правового статусу осіб (суб'єктів пробації) в системі правосуддя: досудова пробація, наглядова пробація, пенітенціарна пробація.

Досудова пробація — це забезпечення суду формалізованою інформацією, що характеризує обвинуваченого, з метою прийняття судом рішення про міру його відповідальності.

Досудова пробація застосовується на етапі судового провадження щодо осіб, обвинувачених у вчиненні злочину, та полягає у складанні досудової доповіді — письмової інформації, що характеризує особу обвинуваченого.

Підставою для застосування досудової пробації є ухвала суду щодо складання досудової доповіді, постановлена судом у підготовчому засіданні за власною ініціативою або за клопотанням обвинуваченого, його захисника чи законного представника, чи за клопотанням прокурора.

Для підготовки досудової доповіді персонал органу пробації має право отримувати інформацію про обвинуваченого від підприємств, установ, організації або уповноважених ними органів та від громадян.

Досудова доповідь про обвинуваченого повинна містити соціально-психологічну характеристику обвинуваченого, оцінку ризику вчинення ним повторного кримінального правопорушення та висновок про можливість його виправлення без обмеження волі або позбавлення волі на певний строк.

Досудова доповідь готується за спеціальною науково обґрунтованою методикою, яка визначає можливий ризик вчинення правопорушником повторного злочину, конкретні умови його життєдіяльності, що мали негативний вплив на його поведінку, а також пропозиції щодо можливих шляхів усунення такого негативного впливу засобами пробації без ізоляції від суспільства.

Інформація, що подається органом пробації, може бути узята до уваги судом при винесенні вироку.

Наглядова пробація — це здійснення наглядових та соціально-виховних заходів щодо:
- засуджених до покарань у виді позбавлення права обіймати певні посади або займатися певною діяльністю, громадських робіт, виправних робіт;
- осіб, яким покарання у виді обмеження волі або позбавлення волі на певний строк замінено покаранням у виді громадських робіт або виправних робіт;
- осіб, звільнених від відбування покарання з випробуванням, звільнених від відбування покарання вагітних жінок і жінок, які мають дітей віком до трьох років;
- направлення засуджених до обмеження волі для відбування покарання до виправних центрів.

Підставою для застосування наглядової пробації закон визначає відповідні судові рішення (вирок суду, ухвала суду) або акт про помилування, яким покарання у виді позбавлення або обмеження волі замінено на більш м'яке.

У період наглядової пробації щодо засуджених здійснюється:

Нагляд — заходи, які здійснюються органом пробації за місцем проживання, роботи та навчання засуджених з метою дотримання обов'язків, визначених законом та покладених на них судом.

Згідно із стандартами, викладеними у Правилах Ради Європи про пробацію (2010), крім контролю, який передбачає застосування або можливість застосування більш суворого покарання або заходу в разі невиконання засудженим обов'язків, нагляд також передбачає заходи підтримки засудженого в суспільстві, з боку органу, який виконує покарання, або від його імені — іншим суб'єктом.

Соціально-виховна робота — це цілеспрямована діяльність персоналу органу пробації для досягнення мети виправлення засуджених.

Соціально-виховна робота проводиться за індивідуальним планом роботи із засудженим з урахуванням оцінки ризиків вчинення повторних кримінальних правопорушень та передбачає диференційований підхід під час надання консультативної, психологічної та інших видів допомоги; сприяння працевлаштуванню; залучення до навчання; участь у виховних заходах та соціально корисній діяльності; проведення індивідуально-профілактичної роботи.

Реалізація пробаційних програм (постанова Кабінету Міністрів України від 18 січня 2017 р. № 24).

Пробаційні програми призначаються за рішенням суду особі, звільненій від відбування покарання з випробуванням, та передбачає комплекс заходів, спрямованих на корекцію соціальної поведінки або її окремих проявів, формування соціально сприятливих змін особистості, які можливо об'єктивно перевірити (програми психологічної корекції та програми соціальної адаптації, спрямовані на усунення негативних факторів, що впливали та можуть в подальшому впливати на поведінку правопорушника). 

У період наглядової пробації Закон України «Про пробацію» дозволяє залучати до здійснення заходів нагляду за засудженими та проведенні з ними соціально-виховної роботи волонтерів пробації — фізичних осіб, які досягли вісімнадцятирічного віку, уповноважені органом пробації на виконання окремих завдань, пов'язаних із пробацією, на добровільній та безоплатній основі.

Станом на 1 січня 2023 року функціонує чотири затверджених пробаційних програми для повнолітніх та неповнолітніх суб'єктів пробації — «Зміна прокримінального мислення», «Подолання агресивної поведінки», «Попередження вживання психоактивних речовин», «Формування життєвих навичок».

Відповідно до Положення про організацію діяльності волонтерів пробації, затвердженого наказом Міністерства юстиції України від 17.01.2017 № 98/5, передбачається, що діяльність волонтерів здійснюватиметься за такими напрямами:

- здійснення наглядових заходів за місцем роботи та навчання засуджених;
- проведення соціально-виховної роботи із засудженими;
- складання та реалізація індивідуальних планів роботи із засудженими;
- проведення індивідуально-профілактичної роботи із засудженими;
- надання консультативної, психологічної та інших видів допомоги засудженим;
- надання допомоги у працевлаштуванні засуджених, залученні їх до навчання, виховних заходів та соціально корисної діяльності;
- реалізація пробаційних програм стосовно осіб, звільнених від відбування покарання з випробуванням;
- здійснення заходів з підготовки осіб, які відбувають покарання у виді обмеження волі або позбавлення волі на певний строк, до звільнення;- реалізація інших заходів, спрямованих на виправлення засуджених та запобігання вчиненню ними повторних кримінальних правопорушень.

Пенітенціарна пробація — це підготовка осіб, які відбувають покарання у виді обмеження волі або позбавлення волі на певний строк, до звільнення з метою трудового і побутового влаштування таких осіб після звільнення за обраним ними місцем проживання.
Заходи пенітенціарної пробації здійснюються органом пробації за місцем, яке обрав засуджений для проживання після звільнення.
Зазначені заходи здійснюються на підставі звернення адміністрації установи виконання покарання протягом місяця від дати надходження звернення шляхом залучення органів соціального патронажу звільнених, які визначені спеціальним законом.
Не пізніше ніж за три місяці до закінчення призначеного строку покарання або розгляду на засіданні комісії установи виконання покарань (слідчого ізолятора) питання про подання до суду матеріалів для застосування статей 81, 82 Кримінального кодексу України стосовно засудженого, який за період відбування покарання у виді обмеження або позбавлення волі на певний строк довів своє виправлення або став на шлях виправлення адміністрація установи виконання покарання звертається до уповноваженого органу з питань пробації за обраним місцем проживання засудженого після звільнення, з метою сприяння засудженим, які готуються до звільнення, у:   
- визначенні намірів щодо місця проживання після звільнення;
- працевлаштуванні працездатних осіб працездатного віку;
- отриманні соціальних послуг:

- стаціонарного догляду (влаштування до спеціального будинку-інтернату, іншого надавача соціальної послуги стаціонарного догляду) для громадян похилого віку, осіб з інвалідністю у віці старше 18 років, які за станом здоров'я потребують стороннього догляду та комплексу реабілітаційних заходів;
- соціальної адаптації для працездатних звільнених осіб, які досягли 35 років (влаштування до центру соціальної адаптації) / соціальна інтеграція та реінтеграція / надання притулку для працездатних звільнених осіб у віці старше 18 років (влаштування до закладу соціального захисту для бездомних осіб (будинок нічного перебування, центр реінтеграції, соціальний готель));
- здійсненні соціального супроводу молодих звільнених осіб у віці від 18 до 35 років включно центрами надання соціальних послуг, центрами соціальних служб, влаштуванні їх до закладів соціальної підтримки сімей, дітей та молоді (центр соціально-психологічної допомоги; соціального гуртожитку для дітей-сиріт та дітей, позбавлених батьківського піклування; соціальний центр матері та дитини; центр соціально-психологічної реабілітації; центр для ВІЛ-інфікованих дітей та молоді);
- госпіталізації до закладів охорони здоров'я (за потреби);

- вирішенні в межах компетенції інших проблемних питань.

Пробація щодо неповнолітніх. Статтею 12 Закону України «Про пробацію» визначаються особливості пробації щодо неповнолітніх:

Пробація щодо неповнолітніх спрямована на забезпечення їх нормального фізичного і психічного розвитку, профілактику агресивної поведінки, мотивацію позитивних змін особистості та поліпшення соціальних стосунків.

Наразі в Україні функціонує додатково до підрозділів пробації 14 центрів ювенальної пробації (Харків, Дніпро, Кривий Ріг, Запоріжжя, Мелітополь, Маріуполь, Київ, Житомир, Львів, Рівне, Одеса, Миколаїв, Полтава, Кропивницький.)

Досудова доповідь про обвинуваченого неповнолітнього додатково повинна містити: інформацію про вплив криміногенних факторів на поведінку неповнолітнього; рекомендації щодо заходів, спрямованих на мінімізацію ризику вчинення повторних кримінальних правопорушень.

Соціально-виховна робота з неповнолітніми суб'єктами пробації може проводитися із залученням батьків або їх законних представників.

Заходи пробації реалізуються у спільно з органами і службами у справах дітей, спеціальними установами та закладами, які здійснюють їх соціальний захист і профілактику правопорушень.

Орган пробації сприяє залученню засуджених неповнолітніх до навчання та здобуттю ними повної загальної середньої освіти.

«Крім того, згідно зі ст. 321-1, 322 та 325-1 Кодексу України про адміністративні правопорушення на уповноважені органи з питань пробації покладено функції щодо виконання рішень суду про накладення адміністративних стягнень у виді:
-громадських робіт;
-виправних робіт;
-суспільно корисних робіт.

## Основні завдання пробації
Основними завданнями пробації є:
- підготовка досудових доповідей щодо обвинувачених;
- здійснення нагляду за засудженими до покарань у виді позбавлення права обіймати певні посади або займатися певною діяльністю, громадських робіт, виправних робіт, особами, яким покарання у виді обмеження волі або позбавлення волі на певний строк замінено покаранням у виді громадських робіт або виправних робіт, особами, звільненими від відбування покарання з випробуванням, звільненими від відбування покарання вагітними жінками і жінками, які мають дітей віком до трьох років;
- виконання певних видів покарань, не пов'язаних з позбавленням волі;
- направлення засуджених до обмеження волі для відбування покарання до виправних центрів;
- реалізація пробаційних програм стосовно осіб, звільнених від відбування покарання з випробуванням;
- проведення соціально-виховної роботи із засудженими;
- здійснення заходів з підготовки осіб, які відбувають покарання у виді обмеження волі або позбавлення волі на певний строк, до звільнення;
- реалізація інших заходів, спрямованих на виправлення засуджених та запобігання вчиненню ними повторних кримінальних правопорушень.

## Суб'єкти пробації
Суб'єктами пробації є:
- обвинувачені, стосовно яких органом пробації готується досудова доповідь;
- особи, засуджені до покарання у виді позбавлення права обіймати певні посади або займатися певною діяльністю, громадських робіт, виправних робіт;
- особи, яким покарання у виді обмеження волі або позбавлення волі на певний строк замінено покаранням у виді громадських робіт або виправних робіт;
- особи, звільнені від відбування покарання з випробуванням;
- звільнені від відбування покарання вагітні жінки і жінки, які мають дітей віком до трьох років;
- особи, засуджені до обмеження волі, які направляються для відбування покарання до виправних центрів;
- особи, які відбувають покарання у виді обмеження волі або позбавлення волі на певний строк, стосовно яких вживаються заходи з підготовки їх до звільнення.

Суб'єкти пробації мають право на:
- участь у підготовці досудової доповіді;
- участь у складенні індивідуального плану роботи із засудженим;
- роз'яснення своїх прав та обов'язків;
- отримання інформації про умови відбування покарання та здійснення органом пробації нагляду;
- отримання інформації про можливу допомогу і консультації;
- участь у програмах і заходах, що організовуються органом пробації;
- дотримання правового режиму інформації з обмеженим доступом;
- оскарження рішень, дій або бездіяльності персоналу органу пробації.

Суб'єкти пробації зобов'язані:
- виконувати встановлені законом та покладені на них рішенням суду обов'язки;
- не вчиняти правопорушень;
- виконувати законні вимоги персоналу органу пробації;
- надавати достовірну інформацію персоналу органу пробації.

Суб'єкти пробації користуються всіма правами людини і громадянина, передбаченими Конституцією України, крім обмежень, визначених законами України і встановлених рішенням суду.

## Переваги пробації

### Для особи, яка вчинила правопорушення
- можливість змінитися без ізоляції від суспільства;
- збереження сімейних стосунків та звʼязків у громаді;
- збереження роботи та житла;
- подолання шкідливих звичок і зміна прокримінального мислення;
- отримання підтримки на шляху до змін та реалізації свого потенціалу.

### Для суспільства
- справедливе здійснення правосуддя: обрання покарання, необхідного та достатнього для виправлення;
- безпечне суспільство.

### Для держави в цілому
- зниження злочинності та кількості ув'язнених;
- попередження повторних злочинів;
- зменшення витрат на утримання засуджених у місцях позбавлення волі;
- дотримання міжнародних стандартів та європейських цінностей.

## Історія пробації в Україні
Перша офіційна ініціатива щодо створення в Україні служби пробації була подана до Кабінету Міністрів України Державним департаментом України з питань виконання покарань у травні 2002 року за результатами візиту до Служби тюрем і пробації Королівства Швеції.

Кабінетом Міністрів України 28 травня 2002 року було надано офіційне доручення Державному департаменту України з питань виконання покарань за № 3974/84 щодо узгодження пропозиції по створенню служби пробації в Україні, на виконання якого були підготовлені перші концептуальні пропозиції щодо впровадження пробації в Україні.

Після вивчення підготовлених пропозицій Міністерством юстиції, МВС, Мінпраці та соціальної політики, Генеральною прокуратурою, Верховним судом України, зацікавленими громадськими об'єднаннями, науковцями, Державний департамент України з питань виконання покарань сформував перше бачення необхідних законодавчих змін.

З часом впровадження пробації в Україні було закріплене у двох державних концепціях: Концепції реформування кримінальної юстиції України, затвердженої Указом Президента України від 8 квітня 2008 року № 311/2008 та Концепції реформування Державної кримінально-виконавчої служби України, схваленої Указом Президента України від 25 квітня 2008 року № 401/2008. 

26 листопада 2008 року у Верховній Раді України народним депутатом України Швецем В. Д. були зареєстровані проєкти Законів України «Про службу пробації» (реєстр. № 3412) та «Про внесення змін до деяких законодавчих актів України (щодо гуманізації кримінального законодавства та організаційно-правових передумов впровадження пробації)» (реєстр. № 3413).

Буде справедливим зазначити реєстрацію ще одної законодавчої ініціативи — проєкту Закону України «Про внесення змін до деяких законодавчих актів України (щодо гуманізації кримінального законодавства шляхом впровадження пробації)», який був зареєстрований 28 листопада 2008 року за № 3413-1 народним депутатом України Фельдманом О. Б.

Зазначений законопроєкт був альтернативним до законопроєкту № 3413 та пропонував визначити пробацію як вид звільнення від покарання. Законопроєкт не був підтриманий профільним комітетом з уваги на суттєві недоліки. Тим не менше, він виконав конкурентну функцію, яка започаткувала конструктивні дискусії щодо питання змісту пробації в Україні.

Через певний час обговорення та просування законопроєктів № 3412 та 3413 було загальмовано. Одним із гальмівних факторів стали міжвідомчі протиріччя щодо організації управління діяльністю пробації: нова самостійна служба або структура у складі Державного департаменту України з питань виконання покарань, який забезпечує функцію виконання покарань, альтернативних позбавленню волі?

З іншого боку відтермінування узгодженого рішення дозволило продовжити дискусії щодо тлумачення поняття пробації, а також урахувати досвід іноземних держав, які за цей період пройшли шляхи створення або удосконалення систем пробації.

З'явилися й нові погляди на зміст запропонованих проєктів законів, оскільки 20 січня 2010 року Комітетом Міністрів Ради Європи була ухвалена Рекомендація СМ/Rec (2010)1 про Правила Ради Європи про пробацію, яка конкретизувала положення про функціонування сучасних європейських систем пробації.

Новим поштовхом для активізації питання розробки законодавства про пробацію в Україні стала Концепція розвитку кримінальної юстиції щодо неповнолітніх в Україні, яку було схвалено Указом Президента України від 24 травня 2011 року № 597/2011. Не зважаючи на те, що в зазначеній концепції йшлося про пробацію відносно неповнолітніх, було цілком зрозуміло, що буде продовжено роботу над цілісною системою пробації.

Концепція державної політики у сфері реформування Державної кримінально-виконавчої служби України, яку було схвалено Указом Президента України від 8 листопада 2012 року № 631/2012, одним з шести концептуальних напрямів реформування служби визначала підвищення ефективності виконання покарань, не пов'язаних з позбавленням волі та передбачала заходи щодо створення правових та матеріально-технічних умов для реформування кримінально-виконавчої інспекції у службу пробації.

Вже у січні 2013 року, майже одночасно — з двотижневою різницею, у Верховній Раді України було зареєстровано нові законопроєкти у сфері пробації.

Перші — проєкт Закону «Про службу пробації» та проєкт Закону «Про внесення змін до деяких законодавчих актів України (щодо гуманізації кримінального законодавства та організаційно-правових передумов впровадження служби пробації)», які були зареєстровані у Верховній Раді України під № 1197 та № 1198 4 січня 2013 року. Суб'єктом законодавчої ініціативи виступив народний депутат України Швець В. Д. У цьому випадку фактично відбулася перереєстрація законопроєктів, зареєстрованих у 2008 році.

Другий — проєкт Закону «Про пробацію» під № 1197-1 був зареєстрований 18 січня 2013 року, який можна вважати відображенням вже нового погляду на законодавче врегулювання питання впровадження пробації. Суб'єктом законодавчої ініціативи виступив Кабінет Міністрів України.

22 березня 2013 року зазначені законопроєкти були розглянуті Комітетом Верховної Ради України з питань законодавчого забезпечення правоохоронної діяльності та прийнято рішення рекомендувати Верховній Раді прийняти за основу законопроєкт № 1197-1.

10 жовтня 2013 року на пленарному засіданні Верховної Ради України 282 голосами народних депутатів у першому читанні було ухвалено рішення про прийняття за основу Закону України «Про пробацію» (№ 1197-1).

Більш ніж через рік, 5 лютого 2015 року, на засіданні пленарної сесії Верховної Ради України 230 голосами народних депутатів було прийнято Закон України «Про пробацію» (№ 160-VIII), який вступив у дію 27 серпня 2015 року. Таким чином Верховна Рада України схвалила реальний крок у сфері наближення юстиції України до міжнародних стандартів і впровадження у державі принципово нової системи заходів кримінально-правового характеру — пробації. Було поставлено крапку у тринадцятирічних ваганнях і дискусіях в наукових і політичних колах щодо доцільності і своєчасності такої реформи в Україні!

Заходи із створення та розвитку національної моделі пробації були включені до Стратегії реформування судоустрою, судочинства та суміжних правових інститутів на 2015—2020 роки (Указ Президента від 20.05.2015 № 276) та Національної стратегії у сфері прав людини (Указ Президента від 25.08.2015 № 501).

В Україні було створено законодавче підґрунтя для впровадження національної системи пробації, яка визначена як система наглядових та соціально-виховних заходів, що застосовуються за рішенням суду та відповідно до закону до засуджених, а також забезпечення суду інформацією, що характеризує обвинуваченого.

Попри усі недоліки Закону України «Про пробацію», які досі піддаються критиці та потребують подальшого удосконалення, за оцінками міжнародних експертів цей закон відповідає європейським стандартам пробації.

Положення, передбачені Законом України «Про пробацію», були узгоджені з іншими законами шляхом прийняття Закону України від 7 вересня 2016 року № 1492-VIII «Про внесення змін до деяких законодавчих актів України щодо забезпечення виконання кримінальних покарань та реалізації прав засуджених». 

Зазначеним Законом внесено зміни до Кримінального кодексу, Кримінально-виконавчого кодексу та Кримінального процесуального кодексу, зокрема до переліку органів виконання покарань внесено уповноважений орган з питань пробації, урегульовано з іншими законами порядок складання досудової доповіді, здійснення пробаційного нагляду, реалізацію пробаційних програм та здійснення заходів пенітенціарної пробації. 

У березні 2016 року Міністерство юстиції розпочало реформу Державної кримінально-виконавчої служби і у складі міністерства було створено центральний орган управління діяльністю пробації — Департамент пробації з відповідними управліннями пробації при шести міжрегіональних управліннях з питань виконання покарань та пробації.

Уповноважені органи з питань пробації, які утворили структуру національної пробації фактично розпочали роботу з 1 січня 2017 року. На зазначену дату налічувалося 498 уповноважених органів з питань пробації, діяльність яких забезпечували 3,3 тис. працівників (юристи, фахівці із соціальної роботи, психологи).

З метою створення повноцінної системи пробації у січні 2018 року було створено єдину Державну установу «Центр пробації» (Розпорядження Кабінету Міністрів України від 13 вересня 2017 р. № 655-р) з підпорядкуванням їй уповноважених органів з питань пробації, удосконалено організаційну структуру, механізм використання фінансових, матеріальних та технічних умов функціонування органів пробації для ефективного використання поставлених завдань.
Станом на 1 березня 2023 року в Україні функціонує Державна установа «Центр пробації», 21 філія та 559 підрозділів служби пробації діяльність яких забезпечують 3 370 працівників (юристи, фахівці із соціальної роботи, психологи).

Станом на 1 січня 2023 року на обліку уповноважених органів з питань пробації перебувало 61 897 осіб, із них:
- 3 151 осіб (4,9 %) — у виді позбавлення права обіймати певні посади або займатися певною діяльністю;
- 4 780 осіб (6,4 %) — у виді громадських робіт;
- 430 осіб (0,8 %) — у виді виправних робіт;
- 48 550 осіб (80,9 %) — звільнені від відбування покарання з випробовуванням;
- 4 986 осіб (7 %) — у виді штрафу.

В розрізі досудової пробації станом на 1 січня 2023 року:
- підготовлено досудових доповідей 11 018 (94 %);
- обвинувачених реалізували право на участь в складанні досудової доповіді 8 408 (76 %);
- надано висновок про можливість виправлення без обмеження або позбавлення волі 9 549 (87 %);
- надійшло на виконання вироків суду, що враховують позитивний висновок досудової доповіді 4 378 (96 %).

В розрізі пенітенціарної пробації станом на 1 січня 2023 року:

вирішено питань в процесі підготовки до звільнення:
- 4825 особи (87 %) - позитивно;
- 359 осіб (7 %) - на розгляді;
- 121 особа (2 %) - частково;
- 222 особи (4 %) - не вирішено.

Пробація України — можливості для змін! Це слоган пробації України, який містить багатогранну філософію таких можливостей — від зміни правосвідомості та життя окремого правопорушника, зміни підходів до реабілітації правопорушників, прав жертв правопорушення та інтересів громади — до зміни суспільства і держави у цілому.

## Пробація в світі
У світі пробація існує вже більше 200 років, але для України це відносно нова система, адже Закон «Про пробацію» був ухвалений в 2015 р. Із 46 країн Ради Європи пробація діє у 39 країнах  і одна з цих країн - Україна.
Посилання на міжнародну практику пробації.

## Додаткова інформація
Що стоїть на заваді створення служби пробації в Україні? (до питання про створення національної моделі пробації)
Філософія пробації: трансформація поглядів на сутність та цілі поводження зі злочинцями (період до 1990-х років)
Філософія пробації: трансформація поглядів на сутність та цілі поводження зі злочинцями (період після 1990-х років)